# 宋混
宋 混（そう こん、? - 361年）は、五胡十六国時代前涼の人物。字は玄一。敦煌郡の出身。

## 生涯
彼の一族は代々涼州の地における豪族であった。
前涼に仕え、張重華の時代には驃騎将軍にまで昇進した。
355年7月、河州刺史張瓘は朝廷を専横していた張祚の誅殺を掲げて挙兵した。宋混は兄の宋脩と張祚がかねてより対立していたことから、禍を恐れて弟の宋澄と共に西へ逃亡した。そこで1万人余りの兵を纏め上げると、張瓘に呼応して姑臧へ向けて軍を発した。9月、張祚が先代君主である張耀霊を殺害したと知ると、武始に屯営していた宋混は張耀霊のために喪を発した。その後、さらに進軍を続けて姑臧に逼迫すると、張瓘の弟である張琚と子の張嵩は内側から呼応し、城門を開いて宋混軍を迎え入れた。宋混はそのまま兵を率いて入殿すると、張祚はこれに驚愕して万秋閣へ逃れたが、厨士徐黒により殺された。宋混は張祚を晒し首にして内外に示し、その屍を道端に曝した。張祚の死が知れ渡ると、城内ではみなが万歳を唱えたという。
その後、宋混は張琚らと共に張重華の末子である張玄靚を君主に推戴し、彼に持節・大都督・大将軍・護羌校尉・涼州牧・西平侯を名乗らせた。また、張祚が勝手に改めた和平の元号を廃し、再び西晋の元号を用いて建興43年と号すと、その領内に大赦を下した。さらに張祚を庶人の礼で葬り、その2人の子を処刑した。
やがて張瓘が遅れて姑臧に到着すると、彼は張玄靚を正式に涼王に立て、自らは衛将軍・使持節・都督中外諸軍事・尚書令・涼州牧・張掖郡公・行大将軍事を称し、朝権を掌握した。宋混もまた張祚討伐の功績により輔国将軍・尚書僕射に任じられ、役人の任官・免官の権限を委ねられた。
この時、張玄靚はまだ5歳であったので、張瓘が政治を運営するようになったが、彼は猜疑心が強く苛虐な性格であった。さらに賞罰は全て自らの好みで行い、そこに綱紀などなかったので、次第に人心は離れていった。また、張瓘は次第に宋混が自らの地位を脅かすのではないかと思い、その存在を危険視するようになり、弟の宋澄と共に誅殺しようと目論むようになった。
359年6月、張瓘は宋混誅殺の為に数万の兵を姑臧に集結させたが、宋混はこれを事前に察知し、宋澄と共に楊和を始めとした壮士40騎余りを率いて南城へ入ると、諸陣営へ向けて「張瓘が造反を企てた。太后（馬太后）の命によりこれを誅殺する」と宣言した。すると、多くがこれに呼応し、すぐに2千余りの兵が集った。張瓘は宋混の決起を知ると兵を率いて出撃したが、宋混はこれを返り討ちにした。この時、乱戦の中で張瓘の将軍玄臚は宋混を刺したが、その鎧を突き破る事が出来ず、逆に宋混に捕らえられた。これにより張瓘の部下は戦意喪失してみな降伏し、張瓘と弟の張琚は敗亡を悟って自殺した。乱が鎮まると、宋混はまず張瓘らの一族をみな処刑し、それから張玄靚へ入見した。張玄靚は宋混を使持節・都督中外諸軍事・驃騎大将軍・尚書令・酒泉郡侯に任じ、張瓘に代わって輔政を委ねた。この時、宋混は張玄靚へ、涼王の称号を廃して涼州牧に戻し、晋朝に臣従するよう請願している。
その後、宋混は玄臚へ「卿は我を刺したが、幸いにも傷を負うことがなかった。今、我が輔政となったが、卿は恐れているかね」と問うと、玄臚は「この臚（玄臚）は瓘殿（張瓘）より恩を受けた身だ。ただ怨むのは節下（権力を持った大臣への敬称。ここでは宋混を指す）を刺した時、それが深くなかったことで傷つけられなかったのが悔しいだけだ。恐れることなどない！」と答えた。宋混はこの発言を義とし、玄臚を腹心として迎え入れた。
361年4月、宋混は病に倒れた。張玄靚は馬太后と共に自ら彼の下へ詣でると「将軍に万一の不幸があれば、この寡婦（馬太后）と孤児（張玄靚）は何を頼みとすべきか！林宗（宋混の子である宋林宗）に将軍を継がせたいと思うが、如何か」と問うた。宋混は「臣の子である林宗は幼弱であり、大任には耐えられません。もし殿下が臣の一門を見捨てておられないのでしたら、弟の澄（宋澄）は臣よりも政治の才能があります。但し、柔弱なところがあるので、機事には向いておりません。その時は殿下が策励して彼を動かすとよいでしょう」と告げた。
宋混は自らの死期を悟ると、宋澄や諸子を呼び集めて「我が家は国の大恩を受けた。死をもってこれに報いるのだ。勢位（権勢と地位）に頼って驕ることのないように」と戒め、これを遺言とした。また、朝臣とまみえたときには、みなへ忠貞（忠義と貞節）を旨とするよう戒めた。
その後、同月のうちに没した。その訃報を聞き、道行く者はみな涙を流したという。張玄靚は遺言に従い、宋澄を領軍将軍に任じて輔政を委ねた。

## 人物
忠義に篤く、節操が固い人物であったといわれ、周囲からの人望も篤かった。張玄靚の輔政に当たった人物（張瓘・張邕・張天錫）はみな国家を乱した佞臣であると断罪されているが、その中にあって宋混だけは好意的な評価を下されている。

## 怪異譚
張瓘を誅殺した後の事、宋混は昼寝をしていたが、家の中に張瓘の姿が見えた。その張瓘はたちまち柱の下に潜り込んだかと思うと、柱は火の様に燃え上がった。その為、宋混はすぐにその下を掘ってみたが、何も見つける事は出来なかった。宋混はこの奇々怪々な出来事に驚嘆し、これが原因で病に罹ったという。